# Paul Beekmans
Paul Beekmans (Vught, 3 januari 1982) is een voormalig Nederlands profvoetballer en huidig voetbaltrainer.
De middenvelder begon zijn professionele voetballoopbaan bij FC Den Bosch. Daar speelde hij van 2001/2002 tot 2007/2008. In 2002/2003 maakte Beekmans bij Den Bosch zijn debuut in het betaald voetbal. Na jaren FC Den Bosch speelt Beekmans vanaf het seizoen 2008/09 voor SC Cambuur uit Leeuwarden. Hij heeft bij SC Cambuur een contract ondertekend dat hem in ieder geval tot 2011 in Leeuwarden houdt.
Op 26 juli 2008 maakte Beekmans zijn rentree op het voetbalveld van de Bossche formatie. Nu echter in het geel/blauwe tenue van SC Cambuur. Beekmans speelde niet de volledige oefenwedstrijd tegen zijn oude club. De geboren Vughtenaar kreeg een rode kaart. De wedstrijd werd met 1-0 gewonnen door de Bosschenaren. Na drie wedstrijden schorsing te hebben uitgezeten(opgelopen bij FC Den Bosch in het seizoen 2007/08) maakte Beekmans voor SC Cambuur zijn debuut in de competitie, op 29 augustus 2008 tegen FC Emmen. SC Cambuur won dat duel met 6-2, Beekmans stond in de verdediging. In 2011 ging hij in Australië bij Gold Coast United FC spelen, om na een half jaar alweer te vertrekken naar Almere City. Vanaf juli 2013 speelde hij voor Eindhoven.
Op 23 juni 2015 werd bekend dat Beekmans transfervrij terugkeerde bij FC Den Bosch. Hij ging op amateurbasis aan de slag bij de Brabanders, maar trad ook in dienst als medewerker van de club. Op maandag 4 januari 2016 werd bekend dat Paul Beekmans per direct stopte met profvoetbal en aan de technische staf van FC Den Bosch werd toegevoegd als assistent. In februari 2016 was hij één duel (0-0 uit bij Go Ahead Eagles) ad-interim hoofdtrainer na het ontslag van René van Eck. In het seizoen 2016/17 speelde hij als amateur voor VV Nooit Gedacht en keerde medio 2017 terug bij zijn jeugdclub Zwaluw VFC.

## Clubstatistieken
| seizoen | club                  | land      | competitie     | duels | goals |
| ------- | --------------------- | --------- | -------------- | ----- | ----- |
| 2001/02 | FC Den Bosch          | Nederland | Eredivisie     | 0     | 0     |
| 2002/03 | FC Den Bosch          | Nederland | Eerste divisie | 29    | 4     |
| 2003/04 | FC Den Bosch          | Nederland | Eerste divisie | 32    | 4     |
| 2004/05 | FC Den Bosch          | Nederland | Eredivisie     | 29    | 0     |
| 2005/06 | FC Den Bosch          | Nederland | Eerste divisie | 36    | 4     |
| 2006/07 | FC Den Bosch          | Nederland | Jupiler League | 33    | 6     |
| 2007/08 | FC Den Bosch          | Nederland | Jupiler League | 36    | 5     |
| 2008/09 | SC Cambuur Leeuwarden | Nederland | Jupiler League | 32    | 1     |
| 2009/10 | SC Cambuur            | Nederland | Jupiler League | 33    | 1     |
| 2010/11 | SC Cambuur            | Nederland | Jupiler League | 19    | 2     |
| 2011/12 | Gold Coast United FC  | Australië | A-League       | 14    | 0     |
| 2012/13 | Almere City FC        | Nederland | Jupiler League | 15    | 1     |
| 2013/14 | FC Eindhoven          | Nederland | Jupiler League | 35    | 3     |
| 2014/15 | FC Eindhoven          | Nederland | Jupiler League | 13    | 0     |
| 2015/16 | FC Den Bosch          | Nederland | Jupiler League | 7     | 1     |
| Totaal  |                       |           |                | 363   | 32    |

Bijgewerkt 4 januari 2016